# Musique rwandaise

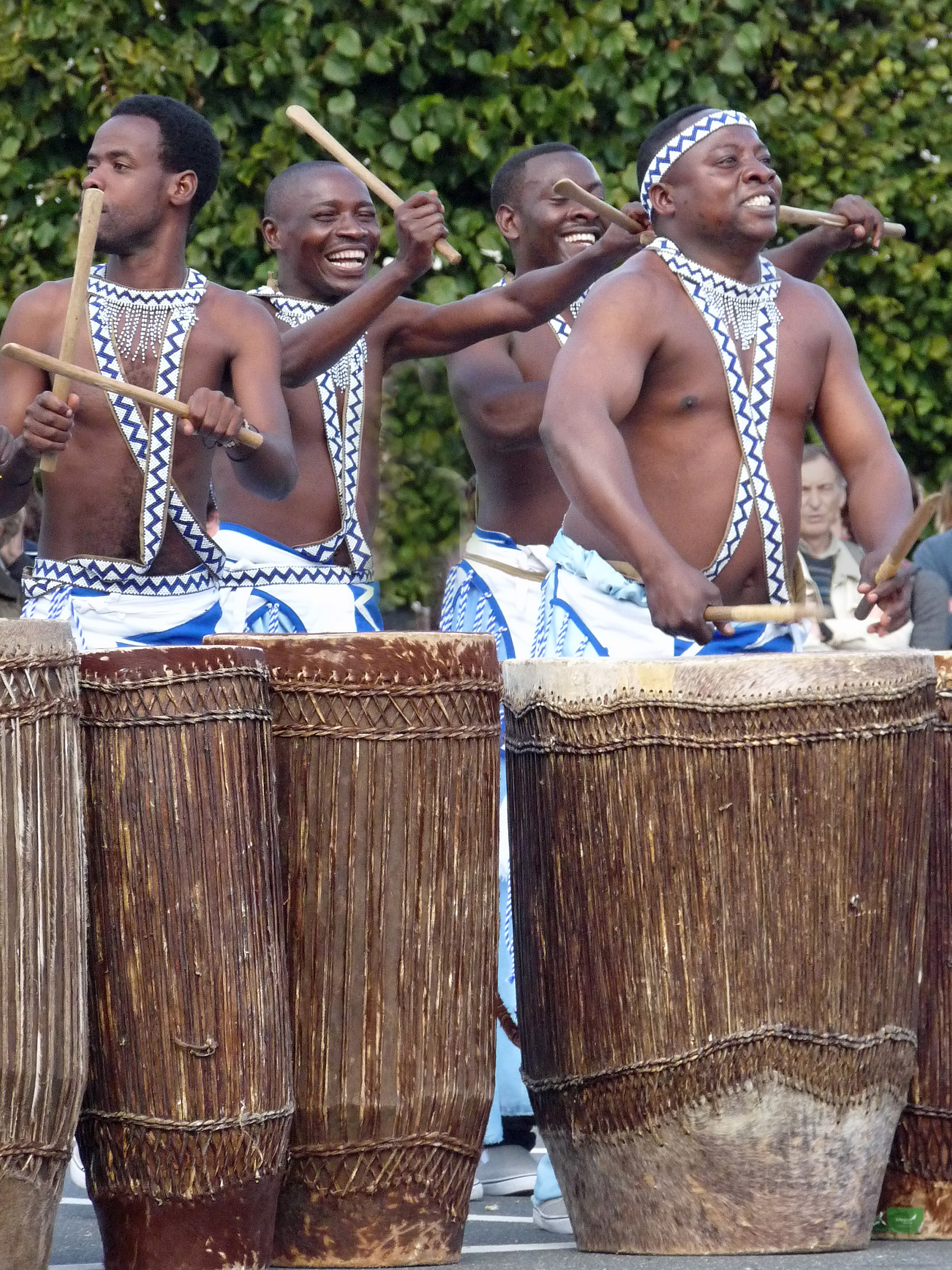
Tambourinaires du Ballet national du Rwanda.

La musique rwandaise est sans doute le principal canal de transmission de la tradition orale. 

## Musique traditionnelle

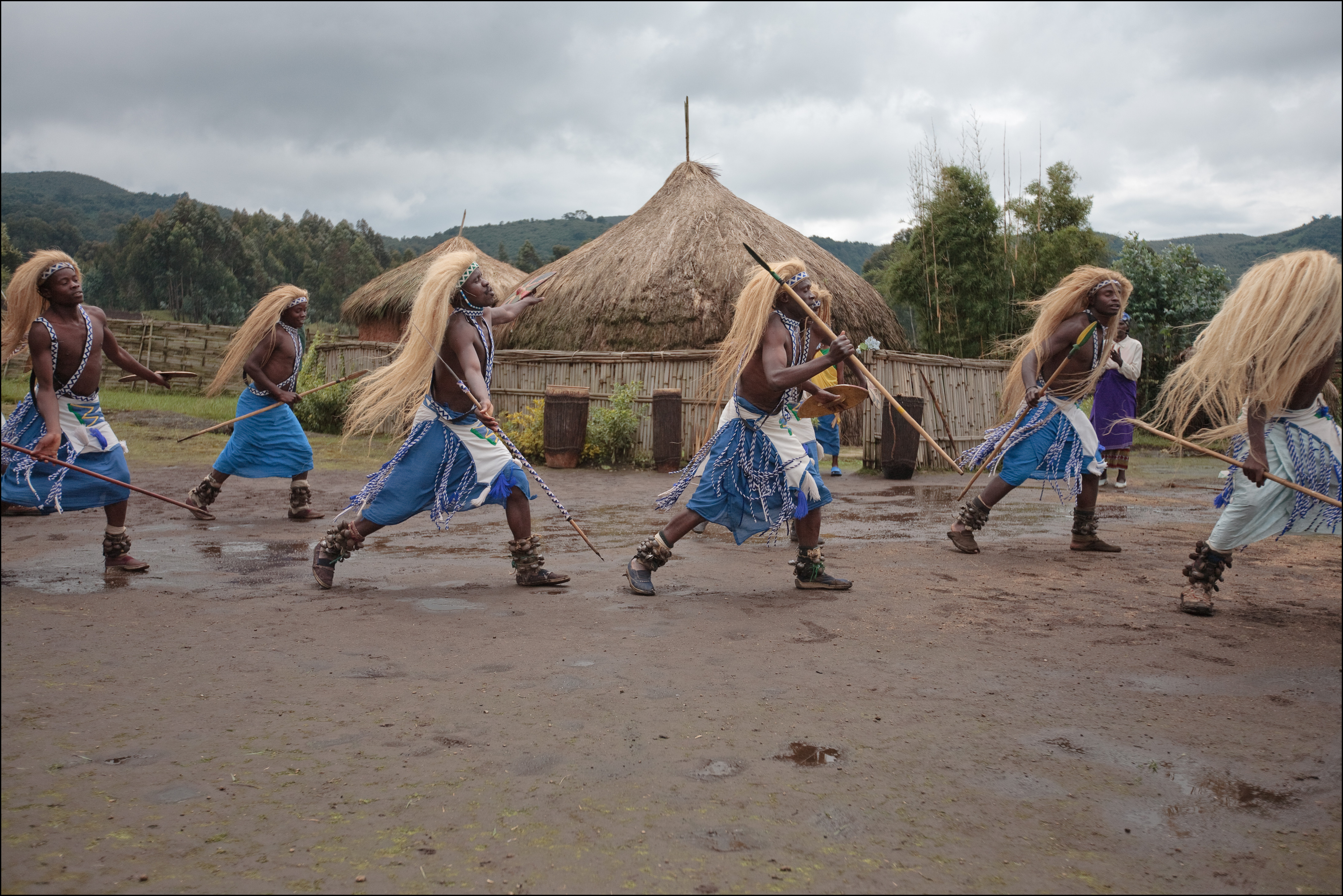
Danseurs twas.

Toutes les formes de communication du Rwanda précolonial avaient recours à la musique : de la berceuse aux chansonnettes accompagnant les jeux des enfants, des chants guerriers des jeunes hommes en formation dans les amatorero aux chansons de réjouissance imbyino, la vie du Rwandais était rythmée par la musique. Les annonces officielles sont précédées par un battement de tambour ingoma. Ce même ensemble de tambours rythme la vie de la cour royale : le roi du Rwanda se réveille au son du tambour indamutsa, le rythme umugendo l'accompagne en tournée dans son royaume, et il se couche au son de la cithare inanga. 
Toutes les couches de la population chantent et dansent, chacun imprimant son identité dans le style de chant ou de danse : la danse ikinimba des paysans agriculteurs, le chant amazina y'inka des éleveurs de bovins, le chant de chasse amahigi...
Le chant et la danse se combinent sous la forme imbyino. La danse « pure » se révèle avec les danseurs imparamba et inkaranka, qui s’accompagnent néanmoins d’instruments. Une corne et un tambour accompagnés de battements de mains et de cris d’encouragement pour les premiers, un tambour et les mêmes cris d’encouragement pour les autres. Les danseurs intore présentent aussi une forme de danse pure, toutefois entrecoupée de chant guerrier et de trompettes amakondera.

## Musique contemporaine
Les musiciens rwandais contemporains s'inspirent de ce riche héritage, consciemment ou pas, pour marquer de leur empreinte la scène musicale du XXIe siècle. On pourrait citer Cécile Kayirebwa, Ben Kayiranga, Tom Close, Mani Martin, Faycal, Kizito Mihigo, Dream Boys, Urban Boys, Riderman « Rusake », Miss Jojo, et Miss Shanel.
Depuis les guerres et massacres des années 1990, la diaspora rwandaise ne cesse de croître, et la musique rwandaise s'est graduellement fait une place dans les festivals internationaux.

### Hip-hop
Le hip-hop rwandais est un genre musical qui combine des rythmes africains traditionnels avec des rythmes et des paroles contemporains de hip-hop. Il traite souvent de questions sociales et politiques, ainsi que de luttes et de triomphes personnels. Le genre gagne en popularité ces dernières années, les artistes ayant commencé à incorporer des éléments de R&B et d'Afrobeat dans leur musique. Les paroles sont souvent chantées en kinyarwanda, la langue nationale du Rwanda, et mettent en valeur le riche patrimoine culturel du pays. Les artistes hip-hop les plus populaires du Rwanda : 

## Instruments
Autrefois, les Rwandais aimaient chanter, danser et jouer de la musique, en utilisant notamment divers instruments tels que l'umuduri, l'inanga, l'umwirongi, l'insengo, l'ihembe, l'ikondera, l'ikembe, l'amayugi et l'ingoma,,.

## Galerie

Deux jeunes dansent une dance traditionnelle rwandaise. En face d'eux un enfant les regarde
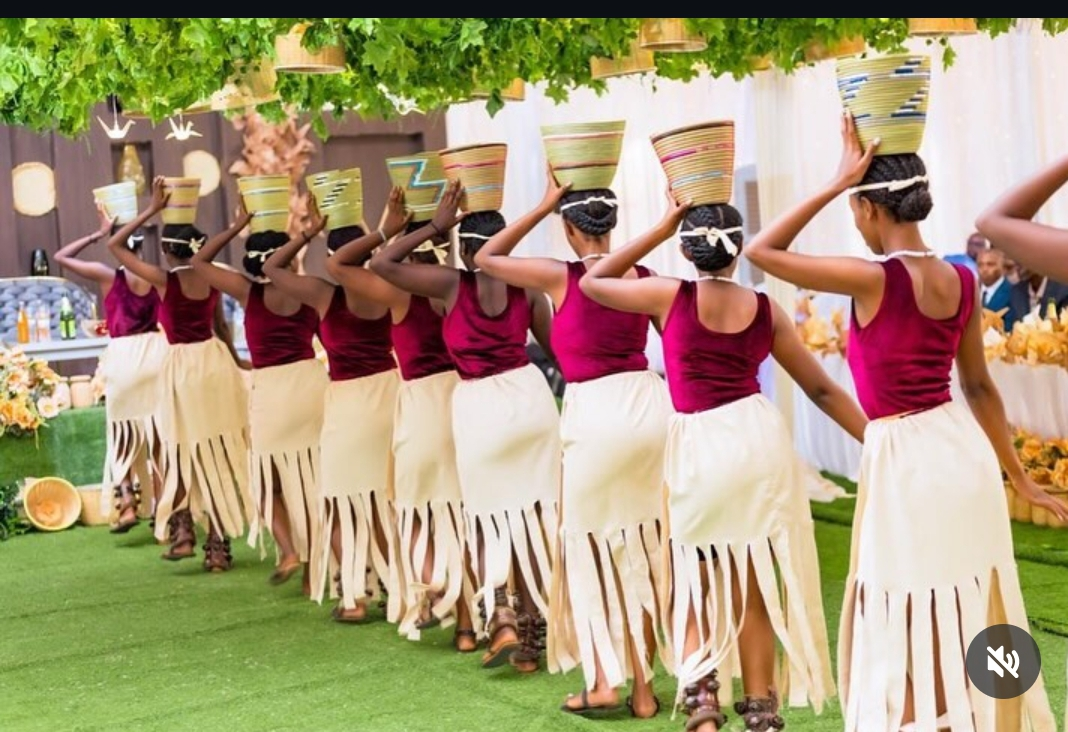
habit de dance traditionnelle rwandaise inchabule
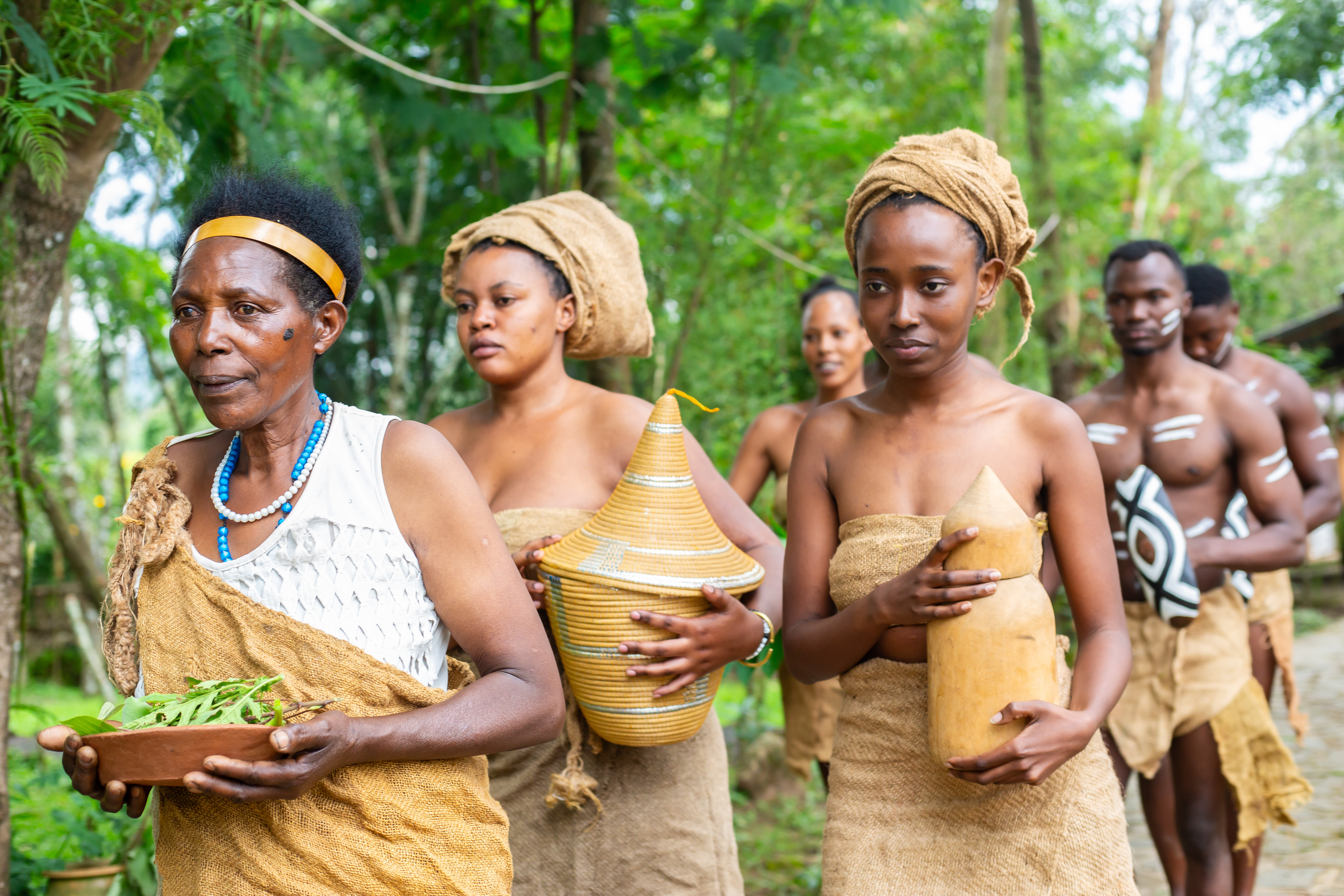
Des jeunes qui accompagnent leur mère à une performance culturelle au Rwanda.
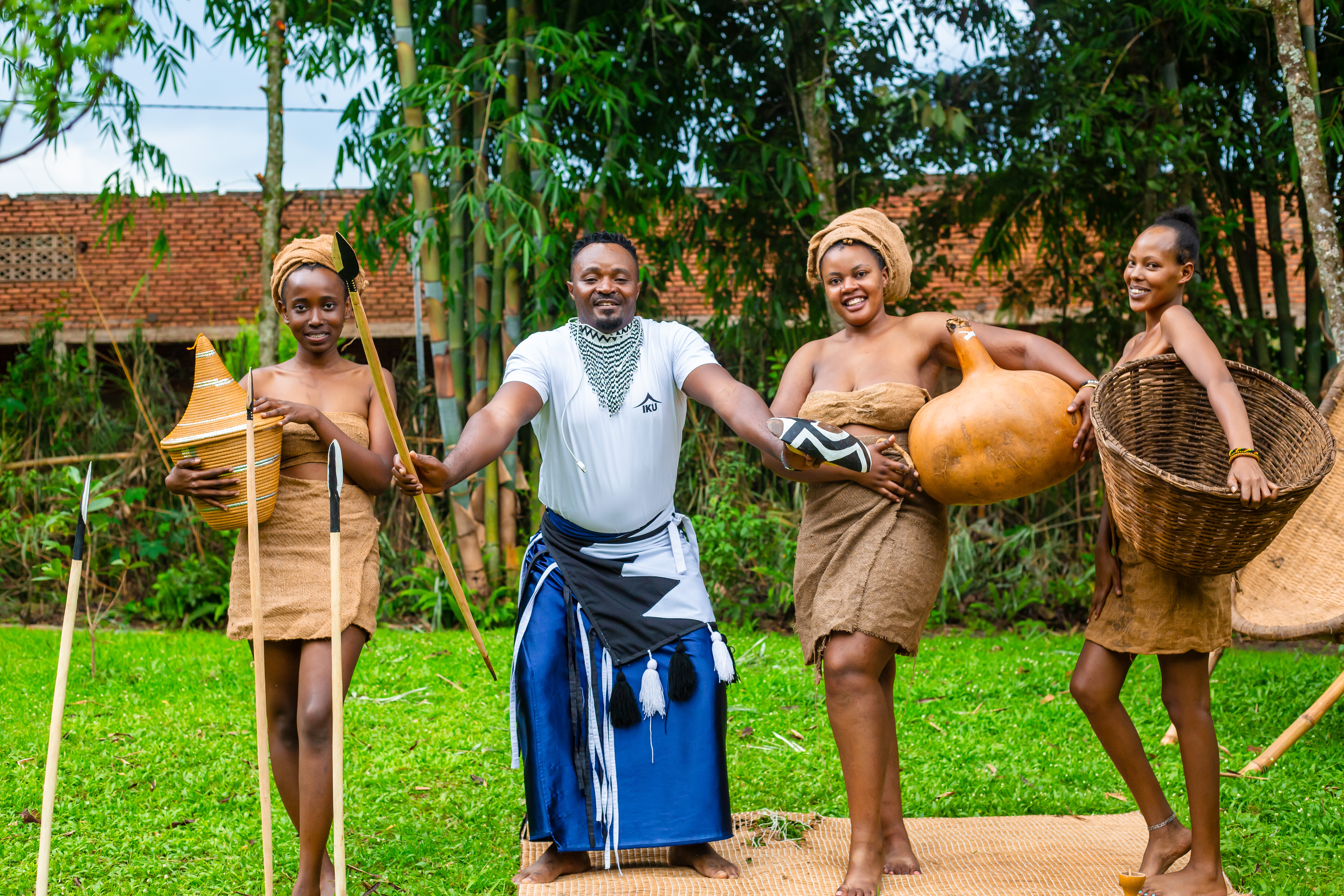
Quatre jeunes rwandais vêtu des habitants traditionnel dansent
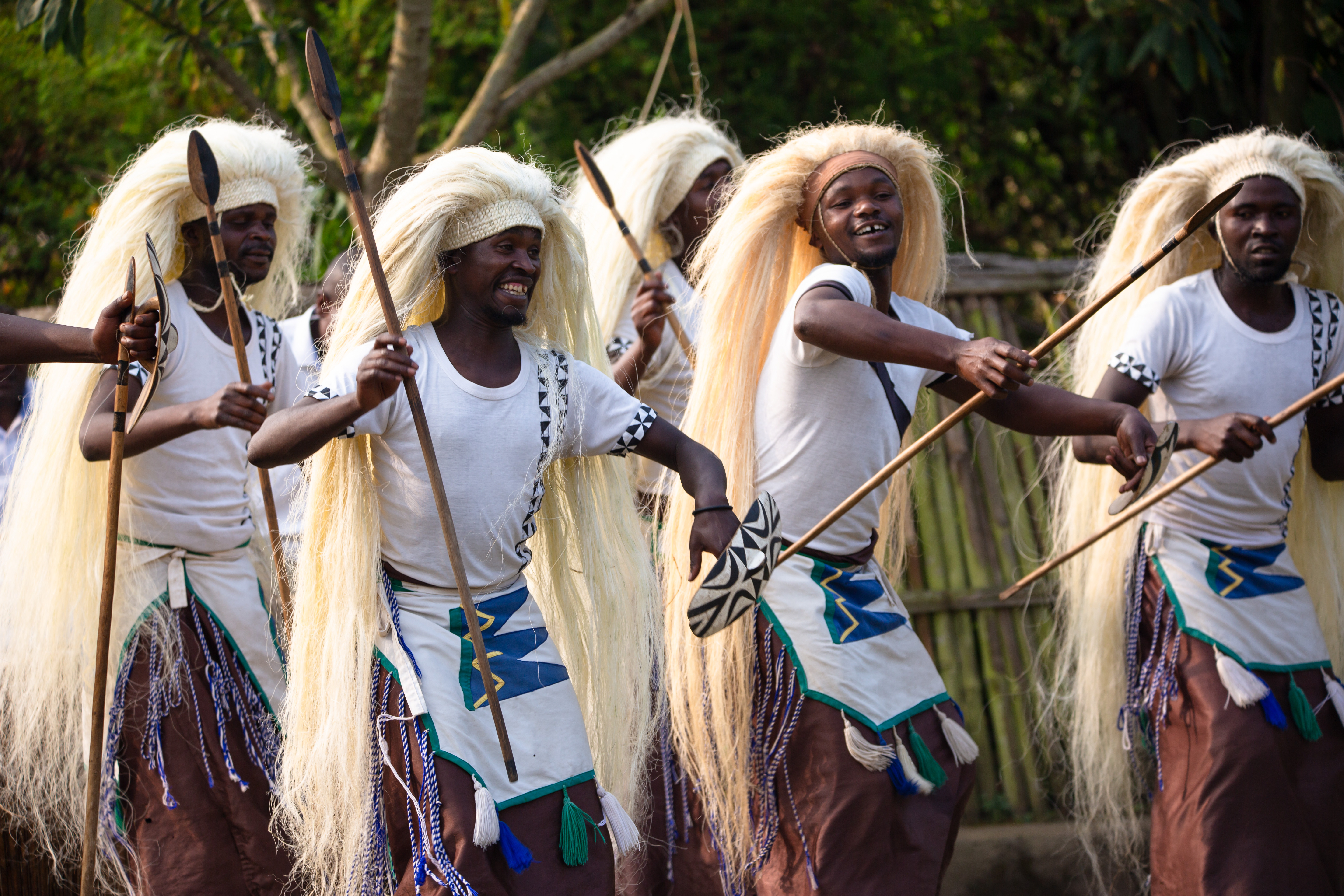
Des jeunes qui performent la dance intore